# Rhabdamia mentalis
Rhabdamia mentalis és una espècie de peix pertanyent a la família dels apogònids.

## Descripció
- Pot arribar a fer 5 cm de llargària màxima.[6][7]

## Hàbitat
És un peix marí, demersal i de clima tropical.

## Distribució geogràfica
Es troba al Pacífic occidental central: les illes Filipines.

## Observacions
És inofensiu per als humans.